# Škoda 706 RO
A Škoda 706 RO a Karosa és az Avia állami vállalatok által az 1947 és az 1958 közötti években gyártott csehszlovák autóbusz.

## Története
Az AZNP vállalat (Automobilové závody, národní podnik) fejlesztette ki, a jármű elődjének számító Škoda 706 R tehergépkocsiból. Karosszériáját a Sodomka (később Karosa) vállalat gyártotta. Alvázának gyártását és a jármű összeszerelését az Avia végezte. 1952 és 1958 között alvázát a LIAZ vállalat gyártotta. A Karosa vállalat monopolhelyzetének következtében Csehszlovákia valamennyi tömegközlekedési vállalata alkalmazta. A típusból megközelítőleg 13 000 darabot gyártottak. 1958-ban a Škoda 706 RTO váltotta fel.

## Műszaki jellemzői
- A jármű hossza 10,66 m, szélessége 2,5 m, magassága 2,9 m.
- Tömege 8340 – 8800 kg
- A Škoda 706 motor teljesítménye 99,2 kW
- Váltó kézi (5+1)
- Végsebesség 68 km/h
- Átlagfogyasztás 30 l/100 km

## Felépítése és változatai
Alváza két tengelyű. Az utastér üléseinek száma és elhelyezése többféle kivitelben. A vezető saját, bal oldali ajtóval rendelkezett. Egyes típusait személyszállító pótkocsi vontatására alkalmas berendezéssel is felszerelték. 
Két változatban gyártották:
- A városi járatok üzemeltetésére kialakított változat. Utastere kettő darab négyrészes ajtóval, a későbbi típusoknál kétrészesekkel ellátva.
- A helyközi járatok részére kialakított változat. Egy darab kézzel nyitható vagy elektropneumatikus vezérlésű ajtóval szerelték fel. Külső tetőcsomagtartó.

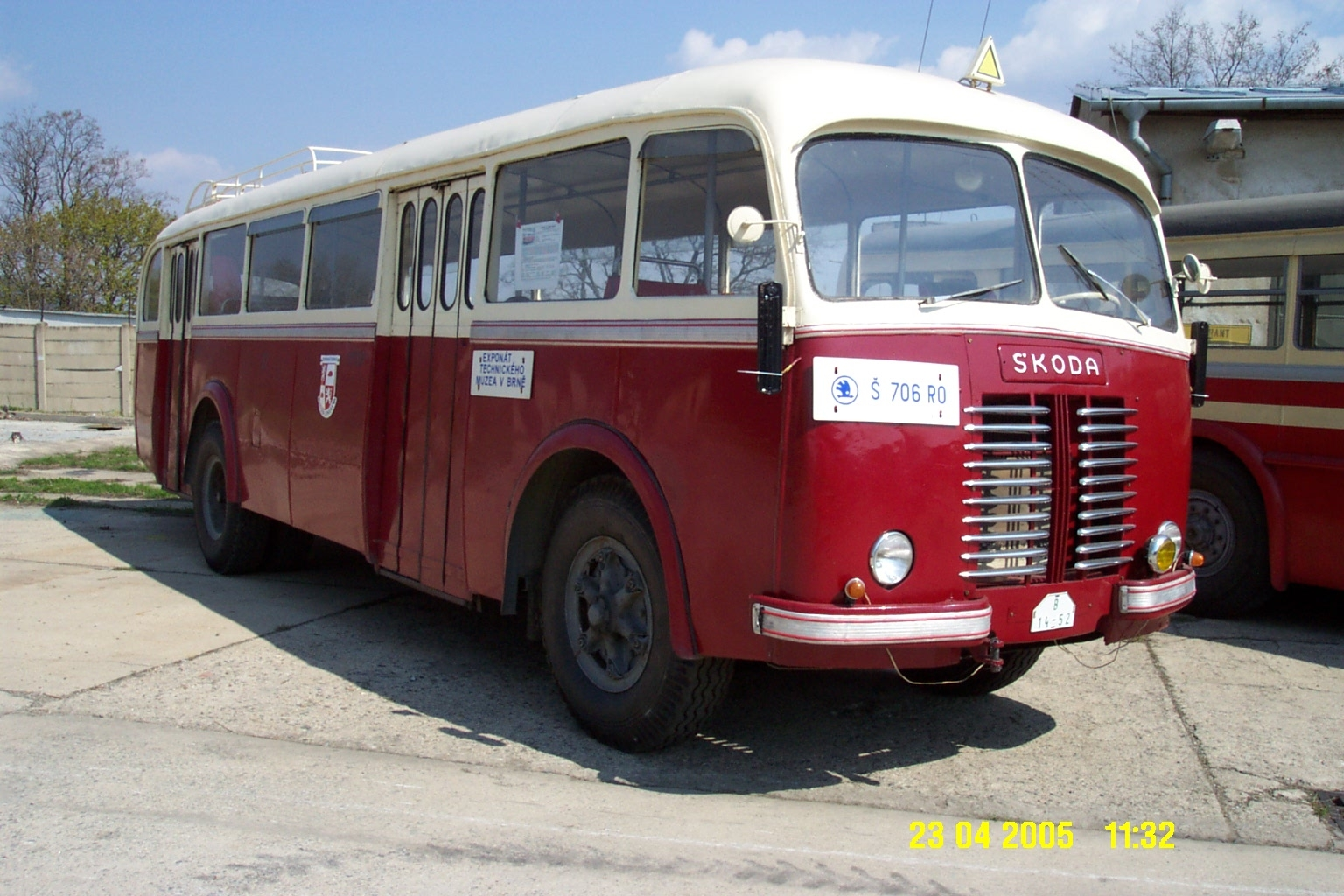
Škoda 706 RO

## Fordítás
- Ez a szócikk részben vagy egészben  a(z)   Škoda 706 RO című cseh Wikipédia-szócikk ezen változatának fordításán alapul.  Az eredeti cikk szerkesztőit annak laptörténete sorolja fel. Ez a jelzés csupán a megfogalmazás eredetét és a szerzői jogokat jelzi, nem szolgál a cikkben szereplő információk forrásmegjelöléseként.

## Külső hivatkozások
- Fényképek a Škoda 706 RO típusról Archiválva 2017. augusztus 30-i dátummal a Wayback Machine-ben